# La Grandville
La Grandville és un municipi francès situat al departament de les Ardenes i a la regió del Gran Est. L'any 2007 tenia 783 habitants.

## Demografia

### Població
El 2007 la població de fet de La Grandville era de 783 persones. Hi havia 284 famílies de les quals 60 eren unipersonals (32 homes vivint sols i 28 dones vivint soles), 72 parelles sense fills, 132 parelles amb fills i 20 famílies monoparentals amb fills.
La població ha evolucionat segons el següent gràfic:
Habitants censats

### Habitatges
El 2007 hi havia 315 habitatges, 296 eren l'habitatge principal de la família, 2 eren segones residències i 17 estaven desocupats. 289 eren cases i 24 eren apartaments. Dels 296 habitatges principals, 251 estaven ocupats pels seus propietaris, 41 estaven llogats i ocupats pels llogaters i 4 estaven cedits a títol gratuït; 1 tenia una cambra, 9 en tenien dues, 37 en tenien tres, 70 en tenien quatre i 179 en tenien cinc o més. 231 habitatges disposaven pel capbaix d'una plaça de pàrquing. A 116 habitatges hi havia un automòbil i a 155 n'hi havia dos o més.

### Piràmide de població
La piràmide de població per edats i sexe el 2009 era:
| Homes | Edats   | Dones |
| ----- | ------- | ----- |
| 0     | 95 o +  | 0     |
| 4     | 90 a 94 | 0     |
| 4     | 85 a 89 | 0     |
| 0     | 80 a 84 | 8     |
| 12    | 75 a 79 | 20    |
| 12    | 70 a 74 | 8     |
| 16    | 65 a 69 | 12    |
| 8     | 60 a 64 | 12    |
| 12    | 55 a 59 | 16    |
| 40    | 50 a 54 | 24    |
| 28    | 45 a 49 | 24    |
| 48    | 40 a 44 | 24    |
| 16    | 35 a 39 | 40    |
| 20    | 30 a 34 | 20    |
| 28    | 25 a 29 | 16    |
| 12    | 20 a 24 | 16    |
| 24    | 15 a 19 | 28    |
| 48    | 10 a 14 | 32    |
| 28    | 5 a 9   | 12    |
| 12    | 0 a 4   | 20    |

## Economia
El 2007 la població en edat de treballar era de 528 persones, 386 eren actives i 142 eren inactives. De les 386 persones actives 341 estaven ocupades (178 homes i 163 dones) i 45 estaven aturades (22 homes i 23 dones). De les 142 persones inactives 57 estaven jubilades, 35 estaven estudiant i 50 estaven classificades com a «altres inactius».

### Ingressos
El 2009 a La Grandville hi havia 307 unitats fiscals que integraven 815 persones, la mediana anual d'ingressos fiscals per persona era de 18.456 €.

### Activitats econòmiques
Dels 14 establiments que hi havia el 2007, 1 era d'una empresa alimentària, 2 d'empreses de fabricació d'altres productes industrials, 3 d'empreses de construcció, 2 d'empreses de comerç i reparació d'automòbils, 1 d'una empresa de transport, 2 d'empreses d'hostatgeria i restauració, 2 d'empreses de serveis i 1 d'una empresa classificada com a «altres activitats de serveis».
Dels 3 establiments de servei als particulars que hi havia el 2009, 1 era un taller de reparació d'automòbils i de material agrícola, 1 fusteria i 1 lampisteria.
L'únic establiment comercial que hi havia el 2009 era una fleca.
L'any 2000 a La Grandville hi havia 5 explotacions agrícoles.

## Equipaments sanitaris i escolars
El 2009 hi havia una escola elemental.

## Poblacions més properes
El següent diagrama mostra les poblacions més properes.